# Al-Harisa
Al-Harisa (arab. الحريسة) – miejscowość w Syrii, w muhafazie As-Suwajda. W 2004 roku liczyła 1292 mieszkańców.